# (3277) Aaronson
Pour les articles homonymes, voir Aaronson.
(3277) Aaronson est un astéroïde de la ceinture principale.

## Description
(3277) Aaronson est un astéroïde de la ceinture principale d'astéroïdes. Il fut découvert le 8 janvier 1984 à la station Anderson Mesa par Edward L. G. Bowell. Il présente une orbite caractérisée par un demi-grand axe de 3,14 UA, une excentricité de 0,27 et une inclinaison de 8,6° par rapport à l'écliptique.

## Compléments